# Кодат, Карл
Карл Кода́т (нем. Karl Kodat; 10 февраля 1943, Вена — 29 февраля 2012) — австрийский футболист, игравший на позиции нападающего.

## Биография

### Клубная карьера
В 1964 году Кодат присоединился к венской «Аустрии», за которую играл в течение трёх сезонов. Летом 1967 года перешёл в «СВ Аустрия» вместе с Хорстом Хирншродтом. В этом клубе он играл в течение четырёх сезонов и стал одним из ключевых игроков команды.
6 марта 1971 года в матче с венской «Аустрией» забил 4 гола – «СВ Аустрия» выиграла в том матче со счётом 6:0. В 1971 году перешёл в «Антверпен», в котором играл в течение шести сезонов. Всего за бельгийский клуб Кодат сыграл во всех турнирах 233 матча и забил 115 голов. 
В 1977 году вернулся на родину и играл за «Зальцбург», «Рид» и завершил карьеру в «Берндорфе».

### Карьера в сборной
В составе сборной Австрии сыграл 5 матчей и забил 1 гол.

### Смерть
Скончался 29 февраля 2012 года в возрасте 69 лет от менингита после пребывания в коме.